# ジオフィクス
ジオフィクス（GEOFIX）は、オーストラリアで算数の教材として生まれた知育玩具。

## 概要
4つの図形を組み合わせながら、立体の展開や構造が自然に学べる。1995年より日本では「ジオシェイプス」という商標で株式会社ジオジャパンが販売。2010年から商標を「ジオフィクス」に変更。